# Corpe
 Corpe  es una población y comuna francesa, en la región de Países del Loira, departamento de Vendée, en el distrito de La Roche-sur-Yon y cantón de Mareuil-sur-Lay-Dissais.

## Demografía
| 657 | 622 | 599 | 667 | 702 | 724 | 851 |
| Para los censos de 1962 a 1999 la población legal corresponde a la población sin duplicidades (Fuente: INSEE [Consultar]) |     |     |     |     |     |     |